# Hip Hop Honors
Hip Hop Honors é um evento anual transmitido pela VH1. O especial de televisão homenageia rappers das eras de ouro e old school e os contribuintes. A cerimônia é realizada no Hammerstein Ballroom, em Manhattan, Nova Iorque.
A primeira cerimônia foi realizada em 12 de outubro de 2004 e foi apresentada por Vivica A. Fox e MC Lyte. A segunda foi realizada em 26 de setembro de 2005, apresentada por Russell Simmons e Rev. Run. A terceira ocorreu em 17 de outubro de 2006 e contou com a apresentação de Ice T. O quarto show em 8 de outubro de 2007, e foi apresentada por Tracy Morgan. Morgan também comandou a quinta edição, realizada em 6 de outubro de 2008 e a sétima, realizada em 13 de outubro de 2009.

## 2004

### Introduzidos
- DJ Hollywood
- Kool Herc
- KRS-One
- Public Enemy
- Run-DMC
- Rock Steady Crew
- Sugarhill Gang
- 2Pac
- O movimento Graffiti

### Apresentadores
- Roselyn Sanchez
- Debbie Harry
- Tracy Morgan
- Ice T
- Taye Diggs
- P. Diddy

## 2005

### Introduzidos
- Big Daddy Kane
- Boyz n the Hood
- Grandmaster Flash and the Furious Five
- Ice-T
- LL Cool J
- The Notorious B.I.G.
- Salt N Pepa

### Apresentadores
- Anthony Anderson
- Jerry Ferrara
- Spike Lee

## 2006

### Introduzidos
- Afrika Bambaataa
- Beastie Boys
- Eazy E
- Ice Cube
- MC Lyte
- Rakim
- Russell Simmons
- Wu-Tang Clan

### Apresentadores
- Tracy Morgan - Beastie Boys
- Regina King - MC Lyte
- Common - Rakim
- Diddy - Russell Simmons
- Forest Whitaker - Wu-Tang Clan
- Mike Epps - Ice Cube
- Outkast - Afrika Bambaataa

## 2007

### Introduzidos
- A Tribe Called Quest
- Missy Elliott
- Snoop Dogg
- Whodini
- Teddy Riley e Andre Harrell por New Jack Swing
- Wild Style

### Apresentadores
- Kerry Washington - Missy Elliott
- P. Diddy e Doug E. Fresh - Andre Harrell e Teddy Riley
- LL Cool J - Wild Style
- Chris Rock - Whodini
- Harvey Keitel - Snoop Dogg

## 2008

### Introduzidos
- Cypress Hill
- De La Soul
- Slick Rick
- Issac Hayes
- Too Short
- Naughty By Nature

### Apresentadores
- Freddy Rodriguez - Cypress Hill
- Joy Bryant e Michael Rapaport - De La Soul
- Micheal Strahan - Slick Rick
- Luke Campbell/Kid Rock - Too Short
- Eve/Queen Latifah - Naughty By Nature

## 2009

### Introduzidos
- Def Jam Recordings

### Apresentadores
- Tracy Morgan
- Chris Rock
- Anthony Anderson
- Jimmy Fallon
- Brett Ratner